# Maison de Valois-Alençon
La maison de Valois-Alençon est un rameau cadet de la maison de Valois et qui a reçu en apanage le comté d'Alençon en 1286. Elle est issue de Charles II d'Alençon (1297-1346), second fils de Charles de Valois. La lignée porte tout d'abord le titre de comte d'Alençon, puis celui de duc d'Alençon à partir de 1414. Elle s'éteint en 1525 avec la mort de Charles IV d'Alençon (1489-1525), beau-frère du roi de France François Ier et seconde personne de France,.

Comtes, puis ducs d'Alençon de 1325 à 1525 :
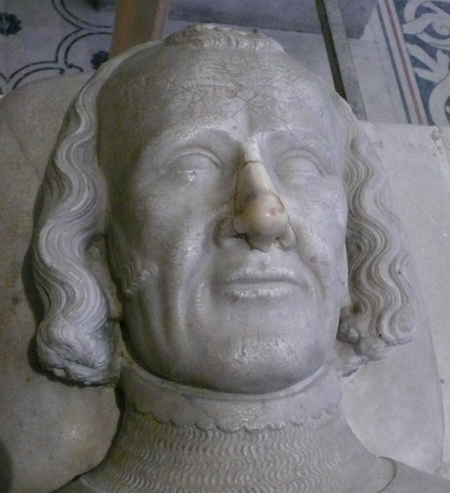
Charles II d'Alençon (1297-1346), comte d'Alençon de 1325 à 1346.
Charles III d'Alençon (1337-1367), comte d'Alençon de 1346 à 1367 et fils du précédent.
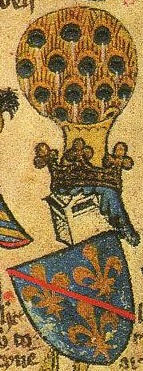
Pierre II d'Alençon (1340-1404), comte d'Alençon de 1367 à 1404 et frère du précédent.

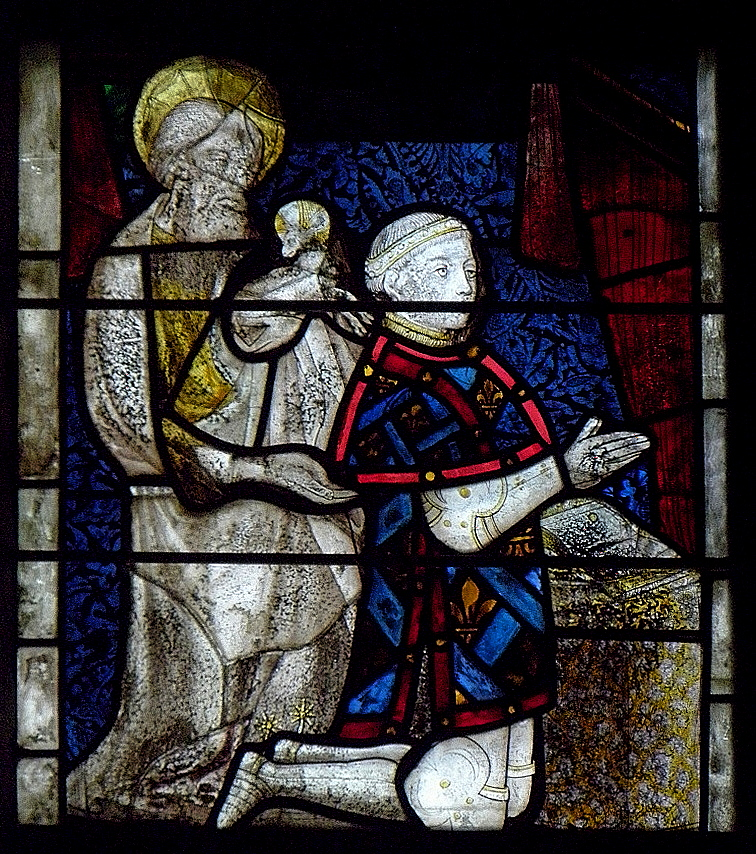
Jean Ier d'Alençon (1385-1415), comte d'Alençon de 1404 à 1414, puis duc d'Alençon de 1414 à 1415 et fils du précédent.
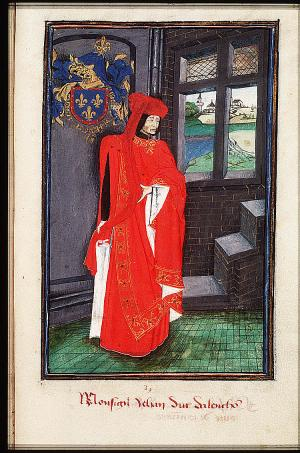
Jean II d'Alençon (1409-1476), duc d'Alençon de 1415 à 1476 et fils du précédent.
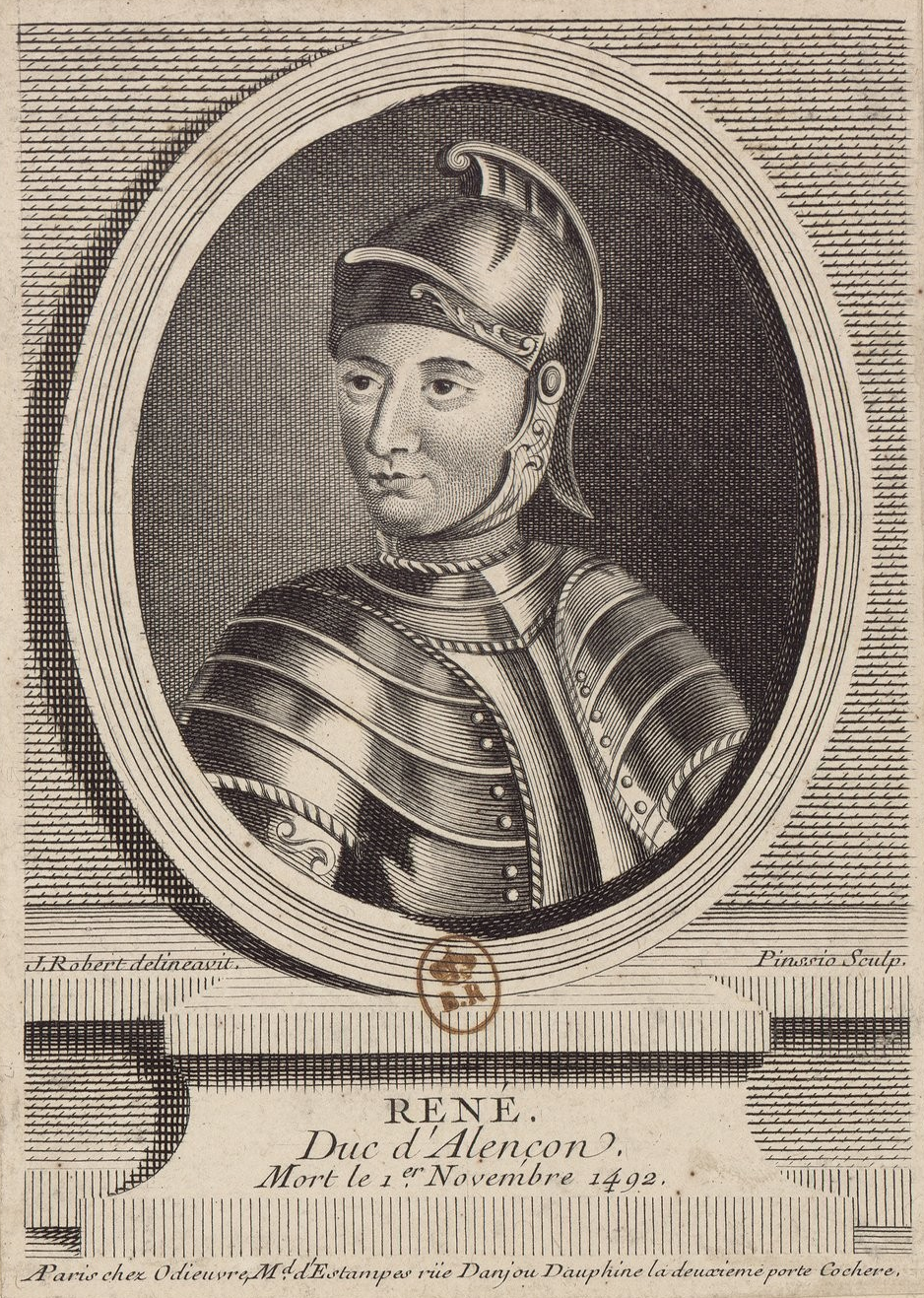
René d'Alençon (1454-1492), duc d'Alençon de 1476 à 1492 et fils du précédent.
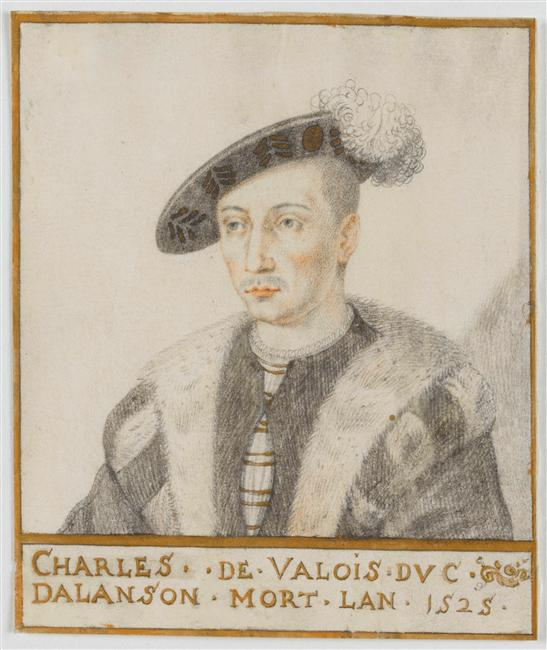
Charles IV d'Alençon (1489-1525), duc d'Alençon de 1492 à 1525 et fils du précédent.

## Généalogie
- Charles de Valois
  - Charles II le Magnanime (1297-1346), comte d'Alençon, comte du Perche
    - Charles III (1337-1375), comte d'Alençon et du Perche
    - Philippe (1339-1397), cardinal-évêque de Beauvais
    - Pierre II (1340-1404), comte d'Alençon et du Perche
      - Jean Ier le Sage (1385-1415), comte puis duc d'Alençon, comte du Perche
        - Jean II (1409-1476), duc d'Alençon, comte du Perche
          - René (1454-1492), duc d'Alençon, comte du Perche
            - Charles IV (1489-1525), duc d'Alençon, comte du Perche
            - Françoise d'Alençon (1490-1550) x François II de Longueville ; x Charles IV de Bourbon
            - Anne (1492-1562) x Guillaume IX de Montferrat

    - Robert (-1377), comte du Perche
      - Charles